# 郭衢階
郭衢階（1546年—？年），字亨甫，四川省敘州府富順縣人，民籍，治《春秋》，明朝政治人物。

## 生平
正月二十四日生，行三，由國子生中式隆慶四年（1570年）庚午科四川鄉試第四名舉人，年二十九歲中式萬曆二年甲戌科會試第二百九十二名，第三甲第五十一名進士。授直隶真定县知县。

## 家族
曾祖郭瑢，七品散官；祖郭宸，貢士；父郭如一，冠帶生員；母楊氏。重慶下。兄從階；循階。